# Илису-Нур
Илису-Нур (также: Илусу-Нур; кит. 多尔改错 или кит. 叶鲁苏湖) — проточное озеро в верховьях реки Янцзы на востоке китайской провинции Цинхай.
Название Илису-Нур монгольское и переводится как «Песчаное озеро».

## География
Площадь озера составляет 144,1 км². Располагается на высоте 4779 м над уровнем моря между хребтами Кукушили и Улан-Ула в уезде Джидё Юйшу-Тибетского автономного округа. С юга в озеро впадает река Чумар, которая потом продолжает свой путь, вытекая из восточной оконечности озера.